# ويلسون ريس
ويلسون ريس (بالبرتغالية: Wilson Reis) هو فنان قتال مختلط برازيلي، ولد في 6 يناير 1985 في ساو باولو في البرازيل.

## وصلات خارجية
- ويلسون ريس على موقع يو إف سي (الإنجليزية)
- ويلسون ريس على موقع بيلاتور (الإنجليزية)
- ويلسون ريس على موقع شيردوغ (الإنجليزية)
- ويلسون ريس على موقع Tapology.com (الإنجليزية)
- ويلسون ريس على موقع IMDb (الإنجليزية)
- ويلسون ريس على موقع قاعدة بيانات الفيلم (الإنجليزية)